# 郧阳专区
郧阳专区（1949年－1950年称两郧专区），中华人民共和国湖北省旧专区名，在今湖北省西北部。
1949年，设两郧专区，属陕南行署区，取名依鄖陽、鄖西兩縣，专员公署驻郧阳县。辖郧阳、郧西、竹山、竹溪、房县、均县6县。
1950年，两郧专区由陕南行署区划归湖北省，改名郧阳专区。
1952年，撤销郧阳专区，所属6县划归襄阳专区。
1965年，恢复郧阳专区，专员公署驻郧县。辖原襄阳专区所属郧县、均县、房县、竹山、竹溪、郧西6县。 
1967年，析郧县设立十堰办事处。1969年，撤销十堰办事处，改设十堰市；郧阳专区迁驻十堰市。郧阳专区辖1市、6县。
1970年，撤销郧阳专区，改置郧阳地区。